# Isbandia

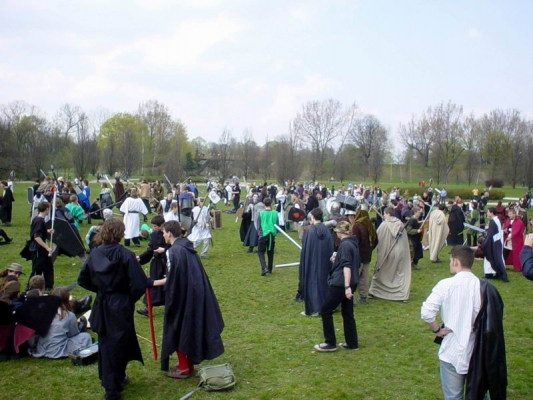
Bitwa na larpie Isbandia

Isbandia – największa gra terenowa, która odbywała się na terenie Wielkopolski. Łącznie, w latach 1998 - 2004, odbyło się IX odsłon tej imprezy. Wszystkie one miały miejsce na poznańskiej Cytadeli. Gra stopniowo rozrastała się - na pierwszej odsłonie obecnych było zaledwie kilkunastu graczy zaś w ostatniej wzięło udział, wedle oficjalnych danych, około 1000 uczestników. 
Świat gry początkowo był wzorowany na Warhamerze. Stopniowo odchodzono jednak od tego systemu stawiając na autorski - tworzony przez głównego Mistrza Gry - Alexa.